# The End of a Love Affair
The End of a Love Affair é uma instalação de arte-vídeo e curta-metragem experimental luso-francesa de 2003, realizada e escrita por Pedro Costa e João Fiadeiro. A obra, protagonizada por Gustavo Sumpta, retrata numa só take o estado de espírito de um homem quando o seu caso amoroso chega ao fim. The End of a Love Affair foi apresentado originalmente no seu formato de instalação, a 27 de setembro de 2003, a propósito de um dos Estaleiros de arte do Festival Europeu Temps d’Images, em Lisboa.

## Sinopse
Um homem está sozinho num quarto de hotel. De pé na janela, segura uma cadeira, como um empregado que espera o passar das horas. Há vagas de ruído que surgem da rua e, ocasionalmente, a cortina soprada pelo vento deixa entrar mais luz. Um cão está a latir ao longe. Começa uma música, The End of a Love Affair, com um arranjo de cordas elegíaco, acompanhado pela voz dilacerada pelo amor de Billie Holiday.
Sentindo a agonia da canção, o homem da janela, senta-se na sua cadeira. A triste insistência da música retrata as suas emoções. Um sorriso parece começar a desenhar-se quando se ouve Holliday cantar "E o sorriso no meu rosto não é realmente um sorriso".

## Equipa técnica e artística
- Realização e argumento: Pedro Costa e João Fiadeiro;
- Intérprete: Gustavo Sumpta;
- Música: Billie Holiday;
- Espaço cénico: Walter Lauterer;
- Som: Philippe Morel;
- Montagem: Patrícia Saramago;[4]
- Colaboração de Hugo Leitão.

## Produção
O artista plástico Gustavo Sumpta, que antes deste projeto havia já colaborado com o coreógrafo João Fiadeiro (por exemplo, na obra Existência de 2002), começou a pesquisar e usar a performance como seu meio artístico específico a partir de 2003 com participações no projeto LAB10 da banda portuguesa Bala e em The End of a Love Affair. Esta obra marca a primeira colaboração entre Sumpta e Pedro Costa, que se repetiria nas longa-metragens Juventude em Marcha (2006) e Cavalo Dinheiro (2014).
The End of a Love Affair é uma co-produção entre Portugal e França, entre as companhias RE.AL e Contracosta, realizada em formato Insta2007, DVCAM, 4:3, para um dos Estaleiros artísticos do Festival Europeu Temps d’Images. Nasce de uma tentativa de criação conjunta entre Pedro Costa e João Fiadeiro que resultou numa série de contratempos entre as visões dos artistas.
Para além da versão de curta-metragem de uma take, com a duração aproximada de oito minutos, a obra apresenta uma versão de instalação de vídeo mais longa, na qual é dividida em três takes que acompanham as três versões da mesma música homónima de Billie Holiday.

## Estética

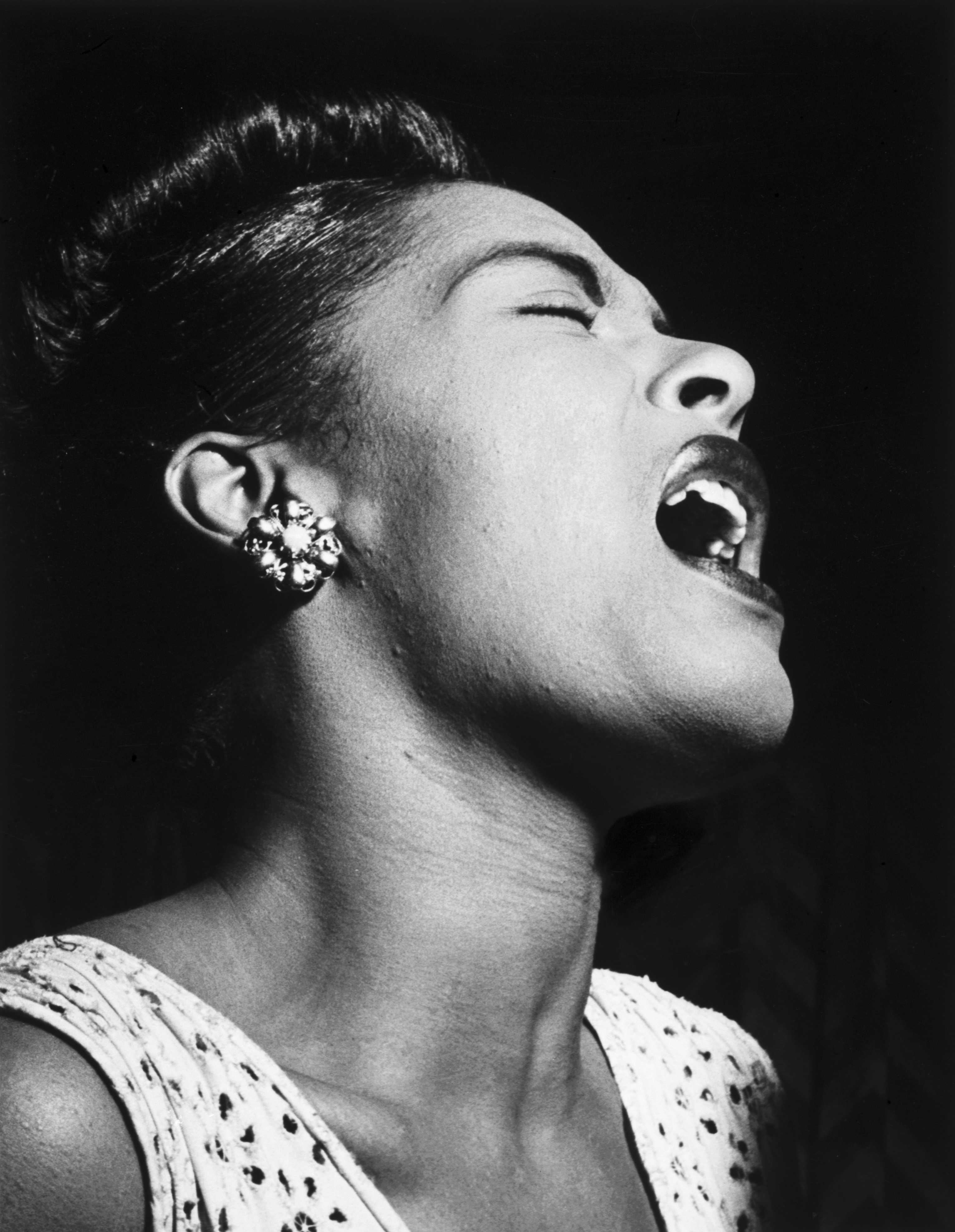
O título The End of a Love Affair advém da canção homónima celebrizada por Billie Holiday.

The End of a Love Affair mistura influências do cinema experimental, na qual as versões da canção de Holliday se assumem como única fonte narrativa. Fiadeiro apresenta um corpo mudo e resistente enquanto a câmera de Costa mantém uma proximidade com o objetivo de gerar uma tensão extrema que incomode os espetadores. Este tipo de representação parece retomar o trabalho dos fotógrafos Jules Marey e Eadweard Muybridge, que tentaram reproduzir o imóvel e destruir a continuidade do movimento. 
Do ponto de vista cinematográfico, a obra remete para os filmes de Jean-Claude Rousseau, nomeadamente para a atmosfera da curta Lettre à Roberto (2000), uma vez que ambas são ambientadas num quarto de hotel contextualizado enquanto espaço transitivo. A longa permanência no mesmo espaço fechado, remete igualmente para as anteriores longa-metragens de Costa: No Quarto da Vanda (2000) e Onde Jaz o Teu Sorriso? (2001). Do ponto de vista cénico, Fiadeiro demonstra o seu interesse por corpos que resistem em espaços de crise iminente. O modo como o coreógrafo apresenta o corpo de Sumpta à câmara de Costa procura semelhanças com os corpos que não dão os movimentos esperados, como o de Vanda ou de Danièle Huillet,  dos filmes anteriormente referidos, respetivamente. Isso força a câmera a fixar-se num só lugar, numa tentativa de descobrir a "verdade" do personagem, algo característico do cinema de Costa.

## Distribuição
A instalação The End of a Love Affair foi lançada a 27 de setembro de 2003, na sala de ensaio da Cinemateca Portuguesa (Lisboa), a propósito do Festival Europeu Temps d’Images. Em 2005, a versão curta-metragem foi exibida no Festival internacional Vienalle (Suíça). Em 2007, o Centre de Cultura Contemporània de Barcelona (Espanha) organizou o evento Xcèntric, que integrou um ciclo dedicado ao cinema de Pedro Costa no qual The End of a Love Affair foi exibido a 7 de junho. Em Portugal, o formato instalação de vídeo voltou a ser apresentado em 2012, a propósito do DocLisboa. A exposição Passages do festival incluiu, de 20 de outubro a 30 de novembro, nas galerias do espaço Carpe Diem, The End of a Love Affair integrado com a instalação Mulheres de Antuérpia de Chantal Akerman.A curta-metragem foi também editada em DVD. Em março de 2011, a Midas lançou Ne Change Rien numa edição de colecionador que inclui The End of a Love Affair.
O Festival IndieLisboa 2020 estreou a curta-metragem experimental Chantal + Pedro de Júlio Alves, produzida pela Midnight Express, na qual o realizador sobrepõe imagens da instalação Mulheres de Antuérpia, de Chantal Akerman, com The End of a Love Affair. No mesmo ano, a Grasshopper Film lançou Vitalina Varela em Blu-ray, uma edição que incluí Chantal + Pedro.

## Receção crítica
Os programadores da Vienalle 2005 descreveram The End of a Love Affair como prova do "poder manipulador da combinação de imagem e som". Na Ípsilon, José Marmeleira comenta a sua visita da instalação no DocLisboa, sumarizando a obra como "um curioso bailado entre Gustavo Sumpta e uma cortina empurrada pelo vento". Numa resenha acerca da curta-metragem, Celeste Araújo (Blogs & Docs) considera que a ausência de qualquer artifício de The End of a Love Affair promove uma melhor compreensão do cinema e método de Pedro Costa: "mais do que em outros filmes, expõe o seu dispositivo e a simplicidade absoluta desse dispositivo, de forma austera e concisa. O filme revela os elementos essenciais da obra de Costa.